# Вітебське воєводство
Ві́тебське воєво́дство (лат. Palatinatus Vitebsciensis, пол. Województwo witebskie) — адміністративно-територіальна одиниця Великого князівства Ливтовського та Речі Посполитої. Існувало в 1508—1772 роках. Створене на основі земель Вітебського князівства. Після Люблінської унії 1569 року входило до складу Литовської провінції. Належало до регіону Литва. Розташовувалося в північній частині Речі Посполитої, на північному сході Литви. Головне місто — Вітебськ. Очолювалося вітебськими воєводами. Сеймик воєводства збирався у Вітебську. Мало представництво із 2 сенаторів у Сенаті Речі Посполитої. Складалося з 2 повітів. Станом на 1772 рік площа воєводства становила 24 600 км². В середині 17 століття населення нараховувало 543 000 осіб. Ліквідоване 1772 року під час першого поділу Речі Посполитої, утворена була Вітебська провінція. Частина території воєводства увійшла до складу Слонімського намісництва Російської імперії.

## Адміністративний поділ
У 1508—1566 роках воєводство складалося з Вітебського, Єзерищенського, Усвятського і Оршанського намісництв, а також удільного Друцького князівства.
З 1566 року воєводство ділилося на два повіти:
- Вітебський повіт із центром у місті Вітебськ;
- Оршанський повіт із центром у місті Орша,
  - Биховське графство — великий феодальний маєток Оршанського повіту з центром у місті Бихов, де першим власником був Ян Ходкевич, якому в 1556 та 1568 рр. ці землі були передані великим князем Сигізмундом II Августом разом із титулом графа.

З 1772 року утворена Вітебська провінція замість воєводства, з 1802 р. — Вітебська губернія.

## Посадові особи
Шляхта воєводства мала право запропонувати правителеві кандидата на посаду воєводи. Подібним привілеєм у Великому князівстві Литовськім, загалом у Речі Посполитій користувалося Полоцьке воєводство та Жмудське князівство.
У 1772—1795 рр. у період поділу Речі Посполитої були
- підкоморій Вітебського воєводства (1777) — Гурко-Ромейко Йосип (Юзеф)
  - каштелян (1752—1774) — Сіруть Симон
  - каштелян (1774—1781) — Прозор Юзеф
  - каштелян (1781—1787) — Косаковський Михайло
  - каштелян (1787—1790) — Фьолькерзамб Адам Евальд
  - каштелян (1790—1793) — Ржевуський Адам
  - каштелян (1793—1795) — Кужинецький Ігнатій
- воєвода вітебський (1752—1781) — Сологуб Юзеф Антоній
- воєвода (1781—1787) — Прозор Юзеф
- воєвода (1787—1794) — Косаківський Михайло